# Primicério
Primicério (em grego: πριμ(μ)ικήριος; romaniz.: prim(m)ikērios; em latim: primicerius) foi um título do Império Romano Tardio e Império Bizantino para os chefes dos serviços administrativos, militares e civis e também de várias faculdades eclesiásticas. Etimologicamente o termo deriva de primus em cera, ou seja, o primeiro nome em uma lista de classe de oficiais, que normalmente era inscrito em uma tabuleta encerada (tabula cerata). O título foi concedido a oficiais da corte, em combinação combinação com outros serviços ligados ao imperador, como o tesouro privado (em grego: ειδικών; romaniz.: eidikon) ou o guarda-roupa imperial (vestiário; em grego: βεστιάριον; romaniz.: vestiarion). Outros primicérios chefiavam alguns dos gabinetes (scrinia) do palácio, principalmente os notários/tabulários (em grego: νοτάριοι/ταβουλάριοι; romaniz.: notarioi/taboularioi em fontes bizantinas).

## Uso civil e militar

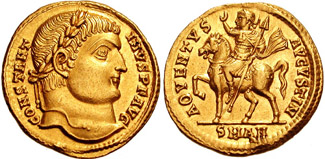
Soldo de r.

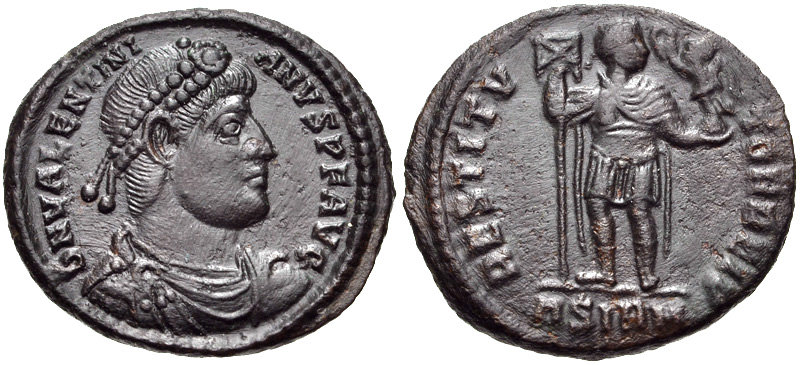
Fólis de r.

De sua origem no período do Dominato houve vários primicérios (em grego: πριμικέριοι; romaniz.: primikērioi; no século XII geralmente soletrado primmikērioi). Remonta ao reinado de Constantino, o Grande (r. 306–337) e durante Valentiniano I (r. 364–375) tornou-se um posto tão elevado quanto o dos vigários (vicarii) das dioceses e subsequentemente foi elegível para postos senatoriais. Os excetores (exceptors), funcionários ligados a todos os gabinetes e tribunais e requeridos em todas as reuniões municipais das cúrias, e os tabeliães (tabelliones), que tratavam de assuntos particulares como testamentos e contratos sem algum ofício público, eram agrupados em agremiações (collegia, scholae) chefiadas por um primicério. Em associações de artesãos e mercantes, por exemplo, o primicério as conduziu vigiando a manutenção de estatutos e representando-as em relação para com o Estado, tendo estas pagado tributo por tal privilégio. A agremiação dos notários era gerida pelo primicério dos notários (primicerius notariorum) que tinha a função de manter a lista de titulares dos postos seniores da corte (Notitia Dignitatum), bem como emitir seus aditamentos de nomeação. As fontes afirmam que ele foi o chefe de todas as associações de fabricantes de seda, embora estas por vezes o confundam com o superintendente da feitoria da seda imperial.
O conde das sagradas liberalidades (comes sacrarum largitionum), que durante Constantino, o Grande havia substituído os questores assim como outros ofícios, era o tesoureiro sênior do império e administrava o erário de Saturno (aerarium Saturni; o tesouro público). Sua administração foi dividida em dois ofícios, os gabinetes, que eram geridos por um primicério ou chefe dos gabinetes (magister scrinii). Outro oficial sênior, o conde da fortuna privada (comes rerum privatarum), que atuava como gerenciador do fisco (fiscus; o tesouro particular do imperador), supervisionava o primicério dos ofícios (primicerius officii) que comandava quatro outros ofícios: gabinete dos beneficiários (scrinium beneficiorum; geria os presentes e concessões de privilégios), gabinete dos cânones (scrinium canonum; recebia o aluguel dos fazendeiros das terras do imperador), gabinete das seguridades (scrinium securitatum; controlava as receitas e duplicatas daqueles que pegavam dinheiro do fisco) e gabinete dos pagamentos privados (scrinium largitionum privatarum; mantinha os registros de donativos ao fisco e os salários pagos aos funcionário relacionados ao mesmo).

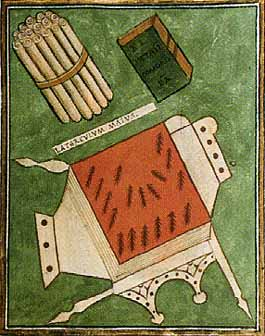
Itens utilizados pelo primicério dos notários, como descrito no Notitia Dignitatum.

Nas corte romana e bizantina o primicério do cubículo sagrado (primicerius sacri cubiculi; em grego: πριμικήριος τῶν κουβουκλείου; romaniz.: primikērios ton kouboukleion), um subordinado do prepósito do cubículo sagrado, era o encarregado dos aposentos do imperador e chefe de todos os serventes do mesmo, sendo habitualmente um eunuco. Devido a sua importância mantinha-se na quarta posição na lista de oficiais do império, estando atrás apenas dos prefeitos pretorianos, prefeitos urbanos e do mestre dos soldados (magister militum). O conde castrense (comes cantrensis), outro subordinado do prepósito, que atuava como mantenedor do palácio imperial, era supervisor do primicério dos armazéns (primicerius calloriorum), superior de todos os empregados das cozinhas e escritórios, o primicério dos lampadários (primicerius lampadariorum), líder daqueles encarregados das luzes do palácio, o primicério dos pedagógicos (primicerius pedagogiorum), chefe dos jovens pajens do palácio, e o primicério dos medidores (primicerius mensorum), que era incumbido de viajar antes do imperador para preparar seu caminho e o local onde pararia.
No exercito, o uso do termo também foi restrito as unidades associadas à corte imperial, principalmente guardas imperiais. Assim, do século IV ao VI houve primicérios dos protetores domésticos e das escolas palatinas. Nos registros da reconquista da cidade de Bari pelos bizantinos em 25 de dezembro de 876, menciona-se o oficial Gregório que adquirira o título de primicério imperial protoespatário e bajulo (primicerius imperialis protospatharios et bajulus). No período Comneno, os primicérios apareceram como comandantes dos regimentos palacianos dos manglabitas, vardariotas, vestiaritas e varegues. No final do século XI, a dignidade de grande primicério (em grego: μέγας πριμ(μ)ικέριος; romaniz.: megas prim(m)ikērios) foi criada, sendo classificada dentro do alto escalão hierárquico da corte no período Paleólogo, funcionando como chefe de cerimônias. Primicérios permaneceram sendo citados no Império Bizantino e no Despotado da Moreia até a conquista de ambos pelos otomanos no século XV.

## Uso eclesiástico
Na Igreja Romana o primicério, junto com o ofício de secundicério (secundicerius), eram os mais altos ofícios do palácio papal e atuavam como juízes de todos os ofícios subordinados. Seus titulares eram então conselheiros do papa, bem como seus ministros-chefe. O primicério em particular era o chefe da chancelaria e biblioteca papal e a ele ainda havia a função de ratificar todas as cartas e documentos provenientes dos escriniários (scriniarii), os secretários do pontífice. Estes tinham os privilégios de durante o canto matinal serem chamados para a oitava lição e, durante um coro, podiam sentar-se junto dos bispos. Isidoro de Sevilha trata das obrigações dos primicérios dos clérigos mais baixos em sua "Epístola para Ludefredo" (Epistola ad Ludefredum). A partir desta posição o primicério também derivou certos poderes no sentido das funções litúrgicas.
A partir do primicério, novos títulos como o primicério do colégio de cantores (primicerius scholae cantorum), primicério dos defensores (primicerius defensorum; o chefe dos sete defensores regionais, defensores regionarii) e o primicério dos notários, copiado no século VI de seu original romano, foram criados. Este último era o chefe dos sete notários regionais (notarii regionarii), tendo equivalência com o título de arquidiácono (em italiano: arcidiacono vel primicerio) em certas catedrais, de reitor em certos mosteiros e colegiados e de precentor, ou seja, o mestre do coro. Durante o período de vacância o primicério dos notários, juntamente com o arquidiácono e o arquipresbítero, era incumbido de preparar a eleição do sucessor papal; durante o papado bizantino estes clérigos enviavam ao exarca de Ravena uma notificação acerca da morte do papa e esta então era encaminhada para o imperador.